# Pseudoauricularia papuana
Pseudoauricularia papuana är en svampart som beskrevs av Kobayasi 1982. Pseudoauricularia papuana ingår i släktet Pseudoauricularia och familjen Agaricaceae.   Inga underarter finns listade i Catalogue of Life.